# 219 East 49th Street
219 East 49th Street, también conocido como Morris B. Sanders Studio & Apartment, es un edificio en los vecindarios East Midtown y Turtle Bay en el Midtown Manhattan de Nueva York (Estados Unidos), a lo largo de la acera norte de 49th Street entre la Segunda Avenida y la Tercera Avenida. La casa, diseñada por el arquitecto de Arkansas Morris B. Sanders Jr. y construida en 1935, reemplazó a una casa adosada de piedra rojiza del siglo XIX. Contenía el estudio de Sanders, así como una residencia para él y su esposa Barbara Castleton Davis.
El edificio de cinco pisos y medio tiene una fachada de ladrillos azul oscuro y ventanas de bloques de vidrio. Los bloques de vidrio se instalaron para proporcionar aislamiento y privacidad al mismo tiempo que permitían la iluminación. La casa fue diseñada con dos unidades residenciales: el apartamento de siete habitaciones de Sanders en el cuarto, quinto y sexto piso parcial, así como una unidad de seis habitaciones en el segundo y tercer piso que se alquilaba a otras personas. La planta baja, con una fachada de mármol blanco y una puerta de entrada ligeramente inclinada, se utilizó para los estudios de Sanders. Una vez finalizado, 219 East 49th Street fue elogiado en gran medida por su diseño.
Davis compró la estructura anterior a mediados de 1934 y originalmente tenía la intención de remodelarla. Finalmente, la vieja piedra rojiza se eliminó y se reemplazó con el edificio actual, que se completó en diciembre de 1935. Sanders vivió en la casa hasta su muerte en 1948, y se vendió al año siguiente. Desde 1980, la casa es propiedad de Donald Wise. La Comisión de Preservación de Monumentos Históricos de la Ciudad de Nueva York designó el edificio como un monumento oficial en 2008.

## Sitio
El Morris B. Sanders Studio & Apartment se encuentra en 219 East 49th Street en los barrios East Midtown y Turtle Bay de Manhattan en la ciudad de Nueva York. Está a lo largo de la acera norte de 49th Street entre Second Avenue y Third Avenue. El edificio tiene una fachada de 5,9 m a lo largo de la calle 49. El terreno ocupa 134 m² y tiene 22,6 m de profundidad. Los edificios y lugares cercanos incluyen Amster Yard inmediatamente adyacente al norte; Turtle Bay Gardens al este; y Lescaze House al sur.
El sitio ocupado por Sanders Studio fue ocupado anteriormente por una casa de dos pisos (más el sótano) terminada en 1869. Fue una de las numerosas casas de mampostería con fachadas de ladrillo o piedra rojiza que se desarrollarán en Turtle Bay a partir de la década de 1860. Estos edificios generalmente ocupaban lotes de tierra que tenían un máximo de 6,1 m de ancho y con elementos de diseño de inspiración clásica como cornisas y pórticos. A principios del siglo XX, algunas de estas casas fueron renovadas con nuevos interiores o exteriores. Para entonces, una gran parte de la población de Turtle Bay estaba involucrada en las artes o la arquitectura, y se construyeron estructuras como el Instituto de Diseño de Bellas Artes y los Jardines y Apartamentos de Bellas Artes de Turtle Bay para esta comunidad. La renovación de William Lescaze de una casa de piedra rojiza existente en la calle 48, y su posterior conversión en Lescaze House, inspiró renovaciones similares a otras estructuras en el vecindario, incluidas cuatro casas adosadas en la calle 49 en las décadas de 1930 y 1940.

## Diseño
219 East 49th Street fue diseñado por Morris B. Sanders y completado en 1935. Fue construido como un edificio nuevo, en lugar de un rediseño de una estructura existente. El edificio mide cinco pisos de altura en su fachada sur, a lo largo de la calle 49, y seis pisos de altura en su fachada norte, a lo largo de Amster Yard.

### Fachada
219 East 49th Street tiene ventanas de bloques de vidrio que sirvieron para proporcionar aislamiento y privacidad al mismo tiempo que permitían el paso de la luz. Macbeth-Evans Glass Company y Structural Glass Corporation fabricaron más pequeñas de ladrillos de vidrio de 5 x 5 pulgadas (12,7 x 12,7 cm) para el primer, tercer y quinto piso. The Corning Glass Company los fabricó de 12 x 12 pulgadas (30,5 x 30,5 cm) para el segundo y cuarto piso, que eran más grandes que cualquier otro ladrillo de vidrio fabricado en ese momento. Los bloques de vidrio de diferentes tamaños se utilizaron "para preservar la escala general de las decoraciones" en el interior.

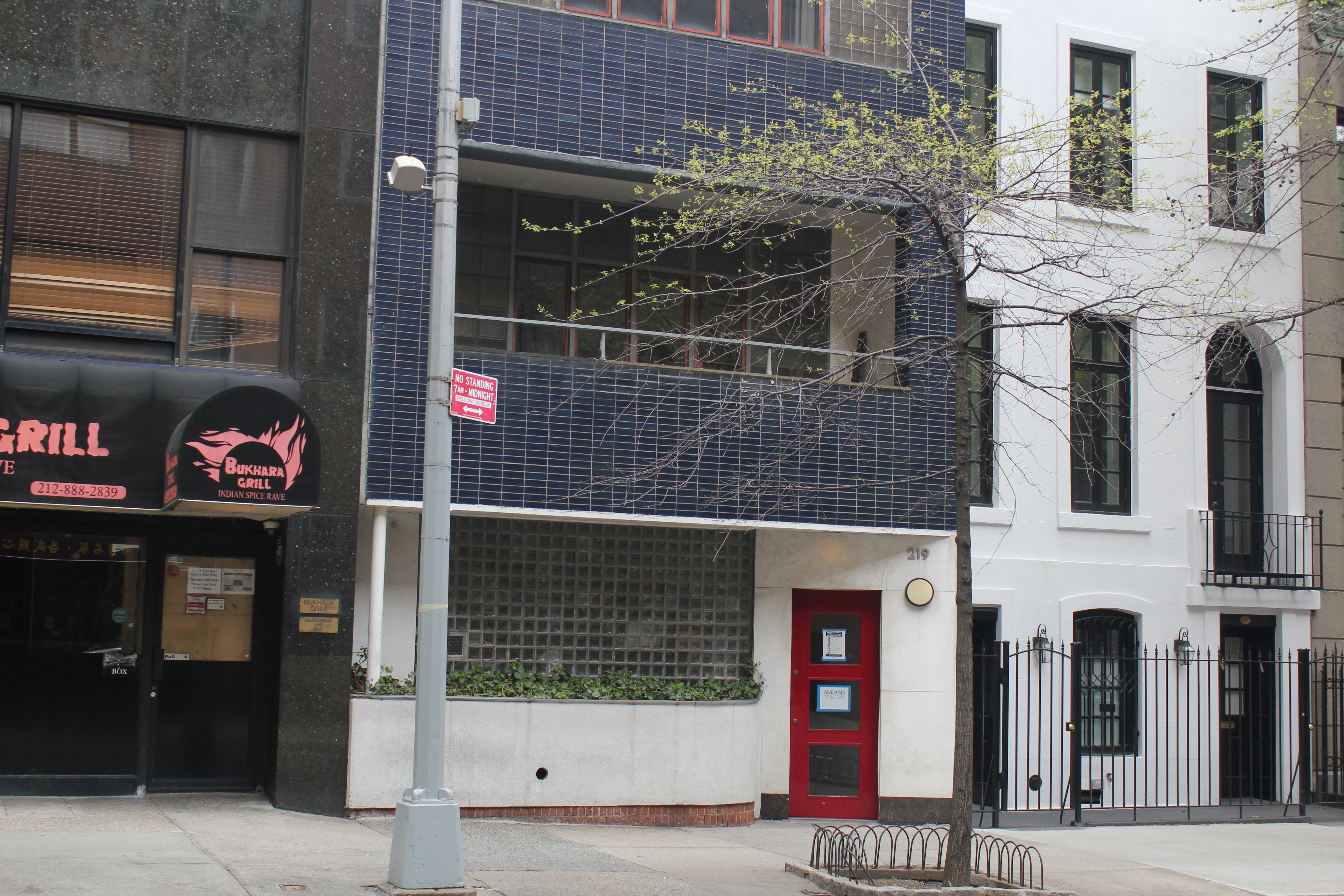
Detalle de la entrada principal inclinada

La planta baja de la calle 49 está enmarcada en mármol blanco y está ligeramente empotrada en los pisos superiores. En el lado izquierdo de la planta baja hay una maceta de hormigón levantada unos pocos pies sobre el nivel del suelo. Empotrada detrás de la maceta hay una ventana de bloques de vidrio que protege el interior de la oficina de Sanders. La jardinera se curva hacia adentro hacia una puerta a la derecha, que está ligeramente inclinada desde la línea del lote del edificio. La puerta consta de tres paneles de vidrio cuadrados dentro de un marco rojo; a la derecha hay una luz circular y el número "219". La fachada sur contenía inicialmente hiedra decorativa, que pretendía llamar la atención sobre lo que el escritor de arquitectura Robert AM Stern describió como "la aparente contradicción entre una fachada casi totalmente de vidrio y la aparente falta de ventanas".
Los pisos segundo a quinto de la fachada sur están revestidos con ladrillo vidriado azul oscuro y contienen una única abertura rectangular en cada piso. El ladrillo azul sirvió para mantener el exterior libre de hollín. En ese momento, la mayoría de las estructuras similares en Manhattan tenían fachadas blancas, que eran susceptibles a la acumulación de suciedad. Los pisos segundo y cuarto contienen balcones al aire libre con barandas de metal, que se encuentran dentro de las aberturas de ladrillo azul. Una pared de grandes bloques de vidrio, con una entrada en el lado derecho, se encuentra detrás del balcón. Los balcones empotrados también indicaban dónde estaban las áreas de estar de los apartamentos. Los pisos tercero y quinto tienen paredes de pequeños bloques de vidrio dentro de las aberturas de ladrillo azul, así como cinco ventanas abatibles dentro de cada pared de bloques de vidrio. Estas ventanas abatibles fueron diseñadas con doble acristalamiento para el aislamiento y están colocadas en marcos de aluminio. Sobre el quinto piso, los ladrillos azules se colocan verticalmente para parecerse a una cornisa.
Las fachadas oeste, norte y este están revestidas de ladrillo rojo. Las fachadas oeste y este no tienen ventanas y colindan con los edificios vecinos. La fachada norte tiene ventanas abatibles y ventanas con bloques de vidrio, pero en una disposición diferente para cada piso. El primer piso de la fachada norte está bloqueado por un parapeto de bloques de hormigón a lo largo del borde de Amster Yard. Los pisos segundo, tercero y cuarto de la fachada norte tienen un diseño similar, con dos ventanas abatibles a la izquierda y una ventana de múltiples paneles más grande a la derecha. El tercer piso conserva su ventana original de pequeños bloques de vidrio a la derecha, mientras que el segundo y cuarto piso no; el cuarto piso también tiene un balcón de hierro frente a las ventanas. Los pisos quinto y sexto de la fachada norte también son similares entre sí, con pequeñas paredes de bloques de vidrio divididas verticalmente en tres secciones. El quinto piso tiene un par de ventanas abatibles en el panel central de la pared de bloques de vidrio, mientras que el sexto piso tiene dos pares de ventanas abatibles dentro de los paneles exteriores.

### Características
Según lo planeado, 219 East 49th Street se organizó con un apartamento tipo estudio en el primer piso, así como dos apartamentos de varios pisos en los pisos superiores. Morris B. Sanders y su esposa Barbara Castleton Davis ocuparían el estudio y la unidad superior de tres pisos. La unidad inferior, un dúplex, para alquilar a otra familia, se diseñó con seis habitaciones en la segunda y tercera habitación. La unidad superior, un triplex, fue diseñada como una unidad de dos pisos y medio con siete habitaciones en el cuarto, quinto y sexto piso parcial. El sexto piso contenía un ático para Sanders y la doncella de Davis.
Cada una de las dos unidades contaba con su propio sistema de aire acondicionado en el sótano, así como con un horno de calefacción. Los sistemas de aire acondicionado del sótano fueron fabricados por Schwerin Air-Conditioning Corporation. Sanders planeó la casa en torno a la presencia de los sistemas de aire acondicionado, ya que anticipó que nunca sería necesario abrir las ventanas. Las unidades de aire acondicionado tomaban aire tanto del interior como del exterior, que luego se filtraba, ajustaba la temperatura, deshumidificaba y circulaba por todas las habitaciones de ambos apartamentos. Sanders también incluyó iluminación directa e indirecta con un nuevo diseño de bombilla. Las salas de estar y los dormitorios principales de ambos apartamentos también estaban equipados con chimeneas y algunos muebles empotrados. Las unidades tenían espacios abiertos, así como suelos de corcho y linóleo. La casa originalmente estaba equipada con muebles de metal y armarios empotrados, estanterías y librerías. La unidad de Sanders y Davis se caracterizó por tener varios armarios de almacenamiento.

## Historia

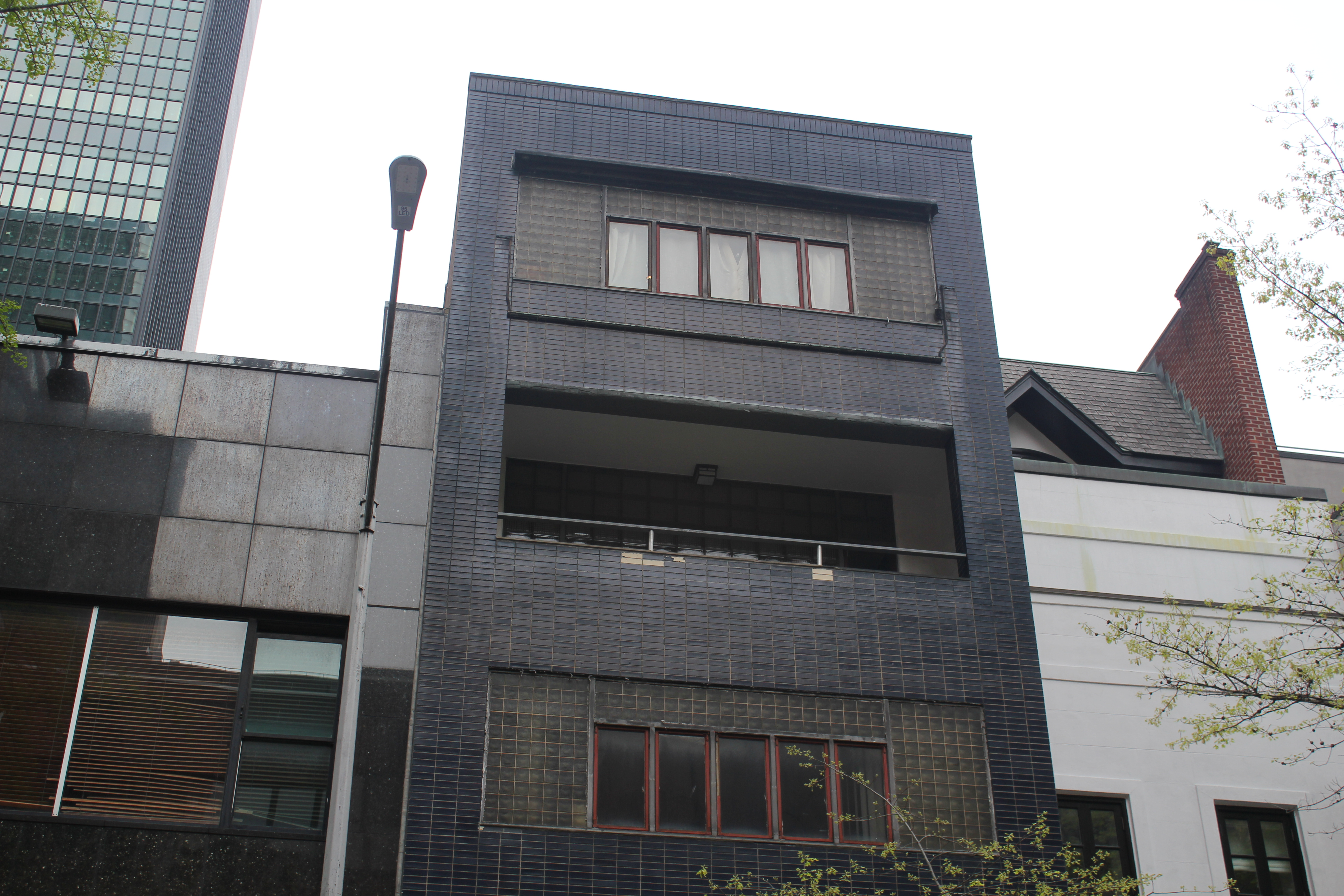
Detalle de los pisos superiores

El arquitecto e inquilino inicial del edificio, Morris B. Sanders, nació en 1904 en Arkansas. Su familia inmediata dirigía una empresa de plomería en Little Rock, y su tío era el destacado arquitecto de Arkansas Theodore M. Sanders. Morris Sanders estudió en la Academia Phillips y asistió a la universidad en la Universidad de Yale antes de viajar a París para estudiar ebanistería. Sanders se casó con la vitrina Altina Schinasi en 1928 y se convirtió en arquitecta licenciada en Nueva York en diciembre de 1929. Se había divorciado de Schinasi en 1935 y se casó con Barbara Castleton Davis.
En julio de 1934, Davis compró una casa de dos pisos en 219 East 49th Street por 11 500 dólares, otorgándole al vendedor una hipoteca para comprar dinero por 7000 dólares. Davis planeó expandir el edificio en dos pisos y subdividir la casa en dos unidades dúplex. Más tarde ese año, Sanders preparó planos para una estructura completamente nueva con una fachada de ladrillo azul y vidrio. Los planes de Sanders se presentaron oficialmente al Departamento de Edificios de la ciudad de Nueva York el 19 de octubre de 1934, a un costo proyectado de 20 000 dólares. Las obras se iniciaron el mes de marzo siguiente tras la demolición de la anterior residencia. La casa se terminó en diciembre de 1935.
El dúplex se alquiló en octubre de 1935 a Armar Archbold y John D. Archbold. El primero fue descrito en el New York Herald Tribune como el "director de varias líneas aéreas", mientras que el segundo era nieto del magnate petrolero John Dustin Archbold. Los medios de comunicación informaron además en mayo de 1938 que Armar Archbold había alquilado la unidad dúplex. La unidad dúplex se alquiló a Fanshawe Lindley en 1943. Alrededor de este tiempo, el edificio también contenía la Sede de Arte, que albergaba exposiciones como una exhibición de carteles de guerra. Sanders murió en su casa en septiembre de 1948. El arquitecto Morris Lapidus, uno de los vecinos de Sanders, alegó que Sanders se había suicidado, incluso cuando los medios de comunicación informaron que había muerto de un ataque cardíaco. El único obituario de Sanders se publicó en la edición del 3 de septiembre de 1948 de la revista Interiors, que caracterizó a 219 East 49th Street como arquitectónicamente significativa.
Después de la muerte de Sanders, la unidad triplex fue alquilada a Frederick Hurd y Carr F. Pross, quienes a su vez alquilaron el apartamento a Maximilian Simon. Ese año se arrendó otra unidad a Helen Sprackling. La casa se vendió en agosto de 1949, y la propietaria Anna D. Wiman recibió una hipoteca de 40 000 dólares por el edificio en 1952. Al parecer, Pross también vivió en el edificio hasta su muerte en 1954. En 1980, Donald Wise compró el edificio. La Comisión de Preservación de Monumentos Históricos de la Ciudad de Nueva York lo designó como un lugar emblemático el 18 de noviembre de 2008. A 2021 , pertenece a East 49th Street LLC.

## Recepción de la crítica
En 1936, un año después de que se completó la casa, Architectural Forum elogió el diseño por romper la "fila aburrida de casas de caras marrones" con sus paredes de bloques de vidrio y otros materiales. El mismo año, la revista Modern Mechanix calificó la fachada de "impresionantemente hermosa", en gran parte debido a sus paredes de bloques de vidrio. 219 East 49th Street se describió en la WPA Guide to New York City 1939 como un "diseño de edificio interesante" con sus porches y ventanas alternados. Según la Guía WPA, la casa, junto con las de William Lescaze y Michael Hare, se distinguían por sus colores, materiales y diseño de interiores.  Varios años después de la muerte de Sanders, Morris Lapidus recordó que la casa había sido "un hermoso edificio moderno, uno de los primeros de su tipo", incluso cuando personalmente encontraba a Sanders difícil.
Después de la Segunda Guerra Mundial, el Sanders Studio and Apartment fue mencionado en numerosas guías de arquitectura de Nueva York. En su libro de 1961 sobre recorridos a pie por la arquitectura moderna, Ada Louise Huxtable escribió que la casa era "un buen ejemplo del estilo moderno durante sus décadas pioneras", con su fachada de ladrillo azul y balcones empotrados. La edición de 1967 de la Guía AIA de la ciudad de Nueva York describió la fachada de ladrillo azul y los balcones empotrados como utilitarios, con los dúplex "claramente expresados en la fachada". La versión 2000 de la misma guía se centró más en su diseño modernista. En su libro de 1987 New York 1930, Robert A. M. Stern lamentó que los balcones estuvieran "lamentablemente" orientados hacia la calle, pero lo describió como una de varias residencias siguiendo el ejemplo de Lescaze House.